# Печера Кілу
Печера Кілу (англ. Kilu Cave) — палеоантропологічне місце, розташоване на острові Бука в автономному регіоні Бугенвіль, Папуа Нової Гвінеї. Печера розташована біля основи вапнякової скелі, за 65 м від сучасної берегової лінії, на південно-східному узбережжі острова з координатами 5°20′8″ пд. ш. 154°41′14″ сх. д. / 5.33556° пд. ш. 154.68722° сх. д. (позначка на мапі Стівена Віклера, с. 138, рис. 2: DBE / DJA). Маючи дані про проживання в ній людей, що сягають в глибину віків на 30 000 років, можна зробити висновок, що печера Кілу — це найдавніше відоме місце проживання людини на архіпелазі Соломонових островів. І є доказом того, що люди палеоліту подорожували у відкритому океані, тобто переміщалися без видимої суші. Щоб дістатися від острова Ніссан до Буки, необхідно подолати не менше 60 кілометрів відкритого моря. Таким чином, присутність людей епохи палеоліту на Буці є в той же час свідченням найдавнішої і найтривалішої морської подорожі епохи палеоліту, відомої досі.

## Передумови
До відкриття печери Кілу в 1987 році, найбільш ранніми місцями, що свідчать про проживання людини на архіпелазі Соломонових островів, були ділянки культури Лапіта, які датуються періодом близько 3000 років тому (р.т.). Однак археологи давно вважали, що заселення Соломонових островів відбулося набагато раніше, спираючись на лінгвістичні та антропологічні дані.
Під час найхолоднішої частини останнього льодовикового періоду (28 000–18 000 р.т.) острів Бука був частиною значно більшого острова, Великого Бугенвіля, який з'єднував сучасні острови Бука, Бугенвіль, Шортландські острови, Шуазель, Санта Ізабель та Нггела в один великий, суцільний острів; і цей острів був відокремлений від острова Гвадаканал вузькою протокою. По максимуму Великий Бугенвіль мав би загальну площу суші близько 46 400 км².
Щоб досягти печери Кілу, первісній людині потрібно було перетнути лінію Воллеса, дійти до Сахулу та здійснити подальші морські переправи, щоб дістатися до Великого Бугенвіля. Археологічно, люди з Великого Бугенвіля, як видається, живуть у відносній ізоляції після прибуття на острів, причому ізоляція, можливо, переривалася появою ссавців кускуса пухнастого (Phalanger orientalis) та рослин канаріума індійського (Canarium indicum). Ця відносна ізоляція закінчилася приходом людей культури Лапіта.

## Стратиграфія
Печера Кілу була вперше заселена під час плейстоцену приблизно з 29 000 до 20 000 р.т. Найбільш рання дата радіовуглецю (ANU-5990: 28740 +/- 280 р.т.) була одержана на панцирі морського равлика (Неріта) і з використанням південної кривої (SHCAL13) калібрується між 29 850-31 560 р.т. (95 % ймовірності).
А після перерви в кінці плейстоцену, печера більш інтенсивно знову заселялася під час голоцену приблизно з 9000 до 5000 р.т. Перерва в заселенні була найімовірнішою через значне зниження рівня моря, яке залишило печеру далеко від узбережжя. Деякі керамічні вироби після-лапітскої фази острова Бука були також знайдені в печері Кілу в її верхніх культурних шарах приблизно після 2500 р.т.

## Фауна
Мешканці печери Кілу використовували в їжу широкий спектр наземних та морських тварин. Більшість кісток тварин, знайдених у печері Кілу, ймовірно, були зумовлені хижацтвом людини. В печері було знайдено велику кількість шкаралупи, рибних кісток та решток наземних тварин. Залишки тварин належать ссавцям та плазунам. У знайдених рештках ссавців переважали гризуни, а потім — кажани. Рештки рептилій належали в основному ящіркам, зміям, а також — черепахам і жабам. Рештки ящірок належали в основному варанам і сцинкам, а також деяким представникам родини агамових.
У печері Кілу були знайдені кістки рифових та пелагічних риб. Хоча основна частина залишків рибної кістки належить рифовим рибам, приблизно 20 % рибних кісток з шару плейстоцену походить від пелагічних риб. Пелагічні рибні кістки походили з родин скумбрієвих, корифенових та ставридових. Найчастіше рибні залишки у печері Кілу належали акулі. З решток раковин переважали Nerita undata та Nerita plicata.
У печері Кілу було виявлено кілька вимерлих видів. Вимирання і винищення різноманітної фауни птахів і ссавців на острові Бука, мабуть, збіглося з приходом культури Лапіта.
В печері виявлено 77 кісток птахів. Кістки походять від 18 різних видів наземних птахів, 7 з яких не визначені і скоріше за все нині є вимерлими, а 11 із них зникли з острова Бука. Виявлено рештки п'яти видів щурів, ендемічних для Соломонових островів. Два нових видів щурів, Solomys spriggsarum та Melomys spechti, були ідентифіковані із викопних решток печери Кілу.

## Археоботаніка
Печера Кілу на даний момент є єдиним місцем в Меланезії, який має дані про використання рослин первісними мешканцями регіону. На 17-ти кам'яних знаряддях із шару плейстоцену в печері було виявлено наявність зерен крохмалю таро. Два види таро були виявлені в печері: Колоказія і Алоказія, з 14-ма інструментами, був ідентифікований перший вид рослин, а з 3-ма — другий. Очевидно, що мешканці печери Кілу також використовували горіхи-голіп (Канаріум: Canarium indicum і Canarium solomonense) та кокос (Cocos nucifera).

## Артефакти
Артефактний масив у печері Кілу складається в основному з простих відшарованих інструментів, виготовлених з вулканічної породи (~ 80 % усіх артефактів): кварцу, кальциту, флінту. На місці стоянки було виявлено 214 таких артефактів; більшість цих кам'яних знаряддь (200) походять із плейстоценового шару. На цьому місці також були виявлені інструменти з мушлі молюсків. Артефакти з мушлі, які були виготовлені з молюску Turbo marmoratus були знайдені в шарі плейстоцену, а артефакти з мушлі з Terebralia palustris і Tridacna — у голоценовому шарі. Перфоровані зуби акули були також виявлені в голоценовому шарі. У верхніх культурних шарах стоянки виявлено 44 черепки глиняного посуду, віднесених до Букинського фази Лапітської культури.

## Цитати
1. 1 2  Віклер, 1990, с. 137-138, рис. 2.
2. 1 2 3  Lilley, 2010.
3. 1 2 3 4 5 6 7 8 9 10 11 12 13 14 15 16 17  Spriggs, 2005.
4. 1 2  Spriggs, 1997.
5. 1 2 3 4 5 6 7 8  Віклер, 1990.
6. 1 2 3 4 5 6 7 8 9 10 11  Віклер, 2001.
7. 1 2  Summerhayes та Ford, 2014.
8. 1 2  Steadman, 2006.